# 哈提人
哈提人（Hattians）发源于于阿纳托利亚中部，今土耳其中部。
哈提人没有文字，以楔形文字来做交易。在控制了一批重要的城邦后于公元前2700年和苏美尔建立贸易关系。

## 历史
- 公元前2500年，哈提人建立哈图萨作为首都。稳固地控制了周边地区，并控制了贸易。
- 前2334-2279年左右，阿卡德人的萨尔贡大帝进犯哈提并在前2330年将乌尔围城。萨尔贡随后将目标转移至哈图萨，然而因为其居高临下易守难攻的地势而使他的努力告吹。
- 公元前23世纪晚期，萨尔贡的孙子納拉姆辛延续其政策与哈提人的王潘巴(pamba)交战。撇开阿卡人的扰乱不说，哈提人在前2200年达到了其文化繁荣。
- 前2000年随着亚述人在哈图萨等地建立起贸易殖民地，哈提文明达到了其巅峰。
- 前18世纪中期，哈提人被西臺侵略，哈图萨被摧毁，其后一个世纪，哈提被系统地占领，其文明被赫梯同化。
- 前1650年，赫梯王哈图萨里击败了最后的哈提反抗并完全控制了安纳托利亚中部。然而这一区域仍旧被称为哈提，直到公元前630年。